# 吳沛
吳沛（1916年—1974年12月27日），四川人。本名唐卓然，曾改名唐化南，中国人民解放军军官，曾经担任过沈阳军区装甲兵干部处处长。

## 生平

### 1930-1940
唐卓然7岁父丧，生活困苦。1932年12月，16岁唐卓然参军（中国工农红军）。1933年6月加入中共。1934年，唐卓然带领袭击磨盘寨，受上级晋升嘉奖。在长征中，担任队长和指导员。1935年6月，被选为模范指导员。
1937年5月，改名唐化南，被任先遣支队保卫股长，随129师进华北抗战。日围攻时，唐化南'为游击队长，参加长乐村战斗，身负重伤。1938年8月，唐化南在129师学习后，任太行五分区保卫科长。1939年，参加天水铺战斗。
1940年,百团大战时，日进攻太行五分区，为掩护司机关安全转移，唐化南巧妙地组织,牵制住敌人，完成任务，获二等战斗奖章1枚。1次反扫荡战斗中，唐化南手端机枪冲锋，战斗结束，他昏在阵上。

### 1940-1950
1944年，唐化南到延安党校四部学习，并参加了整风。党校毕业后，组织派他去四川白区开展，為改名吴沛。1945年9月，因形势发展被派入东北工作。11月,被任为黑龙江省警备三旅十团政委，当时，这团仅有20名干部，他发动群众报名参军，在当地党政机关的帮助下，这个团很快发展到1,400余人。
1946年8月，吴沛与团长祝平安带领部队，随三旅旅长廖中苻一起进入逊克县剿匪。1947年2月，在兄弟部队配合與当地民眾的支持下，歼灭顽匪刘山东部。在乌云驻守期间，吴沛组织群众和伪保长唐德茂斗争，打击反动势力，他还积极组织选拔农村优秀青年加入革命队伍。（赵国身、刘心堂、戴资明等等）
1948年1月吴沛参加黑河土地会议后，被分配到金矿工作，超额完成了组织交给的任务，为南下作战部的提供了经费。1948年9月，吴沛调离黑河地区，任三团政委。1949年5月，担任辽东军组织科长

### 1950-1960
1951年，调任东北五十八速中干部处长。1955年，任沈阳军区装甲兵干部处处长。1959年7月，调内蒙古包头617厂任军代表。

### 1960以後
1963年离职休养，在离休后的十年中，他以共产党员标准要求自己。1974年12月27日，吴沛逝世于陕西省汉中市，终年58岁。他生前曾被树为离休干部的标兵，他的事迹曾在《人民日报》、《解放军报》、《山西日报》刊登过。

## 曾担任
- 1933：副连长、指导员、班排长、公务员
- 1934：队长，指导员
- 1935：模范指导员
- 1937：保卫股长，游击队长
- 1938：保卫科长
- 1945：黑龙江省警备三旅十团政委和干部
- 1949：组织科长
- 1951：东北五十八速中干部处长
- 1955：沈阳军区装甲兵干部处处长
- 1959：内蒙包头617厂军代表